# (38240) 1999 PB1
(38240) 1999 PB1 est un astéroïde de la ceinture principale découvert en 1999.

## Description
(38240) 1999 PB1 a été découvert le 8 août 1999 à l'observatoire d'Ondřejov, situé près du village de Ondřejov, à environ 35 km au sud-est de Prague (République tchèque), par Lenka Šarounová.

### Caractéristiques orbitales
L'orbite de cet astéroïde est caractérisée par un demi-grand axe de 2,56 ua, un périhélie de 1,98 ua, une excentricité de 0,23 et une inclinaison de 3,92° par rapport à l'écliptique. Du fait de ces caractéristiques, à savoir un demi-grand axe compris entre 2 et 3,2 ua et un périhélie supérieur à 1,666 ua, il est classé, selon la JPL Small-Body Database, comme objet de la ceinture principale.

### Caractéristiques physiques
(38240) 1999 PB1 a une magnitude absolue (H) de 15,6 et un albédo estimé à 0,346.